# Yassine Bouchaâla
Yassine Bouchaâla, né le 23 août 1980, est un footballeur tunisien évoluant au poste d'attaquant entre 2004 et 2019.

## Biographie
Il commence sa carrière avec le Stade sportif sfaxien, où il joue durant la saison 2004-2005 en Ligue III et la saison 2005-2006 en Ligue II. Durant la saison 2006-2007 et la suivante, il évolue en Ligue II puis en Ligue I avec le Stade gabésien.
Il rejoint le Club africain, pour la saison 2008-2009, et joue la coupe de la confédération 2008. Même si son club est éliminé après la phase de poules, il remporte la coupe nord-africaine des clubs champions 2008 au Maroc contre le FAR de Rabat (0-0 à l'aller, 0-0 au retour, 3-2 aux tirs au but) ; il est aussi vice-champion de Tunisie au terme de la saison 2008-2009. Il joue la Ligue des champions de la CAF 2009 mais son équipe est éliminée en seizièmes de finale face au Djoliba AC (1-2 à l'aller, 1-0 au retour). Durant la saison 2009-2010, il joue la phase aller avec le Club africain mais rejoint, en janvier 2010, l'Espoir sportif de Hammam Sousse pour la phase retour de la saison de Ligue I. Il part ensuite à l'Espérance sportive de Zarzis pour la saison 2010-2011, puis s'engage avec la Jeunesse sportive kairouanaise pour la saison 2011-2012. Durant la saison 2012-2013, il joue la phase aller de la Ligue II avec l'Avenir sportif de Gabès, ainsi que la phase retour avec le Sfax railway sport. À l'été 2013, il signe un contrat pour la saison 2013-2014 avec l'Océano Club de Kerkennah, où il est deuxième capitaine. En septembre 2014, il signe un contrat d'un an avec l'Union sportive de Ksour Essef. Durant la saison 2015-2016, il joue avec le Club sportif de Bembla, où il devient capitaine mais aussi le meilleur buteur de son équipe (quinze buts) et le troisième meilleur buteur de la Ligue III. Durant la saison 2016-2017, il marque huit buts. Durant la saison 2017-2018 il joue avec le AS Rejiche et marque neuf buts. À l'été 2018, il signe un contrat avec le Kerkennah Sport pour la saison 2018-2019, marquant cinq buts en douze matchs. En janvier 2019, il joue le dernier match de sa carrière avec ce club.
Il est présent en finale de la coupe de Tunisie 2014-2015 pour commenter à la mi-temps le match comme spécialiste du Stade gabésien.
Il tente sans succès de se faire élire le 23 octobre 2011 à l'assemblée constituante sur la liste du Parti de la justice et du développement, dans la circonscription de Sfax 2.

## Clubs
- 2004-2006 : Stade sportif sfaxien, en Ligue III (2004-2005) puis Ligue II (2005-2006)
- 2006-2008 : Stade gabésien, en Ligue II (2006-2007) puis Ligue I (2007-2008)
- 2008-2009 : Club africain, en Ligue I
- 2009-2010 : Espoir sportif de Hammam Sousse, en Ligue I
- 2010-2011 : Espérance sportive de Zarzis, en Ligue I
- 2011-2012 : Jeunesse sportive kairouanaise, en Ligue I
- 2012 : Avenir sportif de Gabès, en Ligue I puis Ligue II
- 2012-2013 : Sfax railway sport, en Ligue II
- 2013-2014 : Océano Club de Kerkennah, en Ligue III
- 2014-2015 : Union sportive de Ksour Essef, en Ligue III
- 2015-2017 : Club sportif de Bembla, en Ligue III
- 2017-2018 : Avenir sportif de Rejiche, en Ligue III
- 2018-2019 : Kerkennah Sport, en Ligue IV

## Numéros
- Stade sportif sfaxien : ?
- Stade gabésien : 9
- Club africain : 25 en Ligue I et 9 en Ligue des champions de la CAF
- Espoir sportif de Hammam Sousse : 25
- Espérance sportive de Zarzis : 32
- Jeunesse sportive kairouanaise : 10
- Avenir sportif de Gabès : 31
- Sfax railway sport : 33
- Océano Club de Kerkennah : 9
- Union sportive de Ksour Essef : 9
- Club sportif de Bembla : 14
- Avenir sportif de Rejiche : 17
- Kerkennah Sport : 17

## Palmarès
- Coupe nord-africaine des clubs champions : 2008-2009
- Championnat de Tunisie (Ligue II) : 2006-2007
- Championnat de Tunisie (Ligue III) : 2004-2005